# Східна Чжоу
Дина́стія Східна Чжоу (кит. трад.: 东周; піньїнь: Dōngzhōu) — династія-спадкоємець Західної Чжоу, що номінально очолювала Китай після повалення імператора Ю-вана у 771 році до н. е. До 722 року до н. е. фактично втратила політичний вплив на користь місцевих володарів, які поступово узурпували титул ванів. У 256 році до н. е. була остаточно повалена, а її територія захоплена державою Цінь. Східна Чжоу тривала 515 років, під час яких державу Чжоу очолювали 25 ванів.

## Історія
У 771 році внаслідок повстання місцевих намісників проти свавілля імператора Ю-вана влада західної Чжоу була повалена. Трон перейшов до Пін-вана. Останній переніс до м. Лої (сучасний Лоян). Період Східної Чжоу поділяють на три періоди: збереження правління династії, період Чуньцю та період Чжаньго. Поступово відбувається розпад держави на окремі князівства. Незабаром їхня кількість становила 25. З 722 року до н. е. вони стали майже незалежними. Разом із тим володарі Чжоу зберігали формальний статус голови держави з огляду на те, що його визнавали первосвящеником (головним жерцем).
З 685 року до н. е. фактична влада над Китаєм була втрачена з боку династії Східна Чжоу. Після цього управління перебирали на себе наймогутніші князівства, яких називають гегемонами (ба 霸). Першим із них було Ці. Згодом почергово гегемонами ставали 5 найпотужніших князівств. Приблизно у 606 році до н. е. князі оголосили себе ванами, що дорівнювало титулу представників династії Східна Чжоу. Після цього влада Чжоу обмежилася невеликим власним доменом. Остаточно вона була повалена під час періоду Чжаньго, коли її армія була розбита, а землі захоплені державою Цінь.

## Соціальні зміни
Набувають більшого значення селяни, оскільки відтепер вони стають вирішальним фактором у веденні війни (не знатні колісничні, а селяни вирішували долю битв). 
Купецький стан стає державотворчим елементом: він збирає натуральні податки з ленників, котрі мали важливе значення для постачання міст продуктами харчування.

## Культура та наука
Період правління династії збігся з початком залізної доби в Китаї. Нового стимулу дістали нові ремесла, зафіксовано початок шовківництва. Як еквівалент обміну замість мушель каурі стали використовуватися мідні монети, також їх стали робити з інших металів.
У літературі цей період відомий створенням найранніших з класичних текстів, що збереглися у збірках «Шицзін» та «Шуцзін».
У цьому періоді тривала плідна творчість уславлених мислителів Стародавнього Китаю — Конфуція, Лао-цзи, Мо-цзи, Сюнь-цзи, Мен-цзи та інших, див. Сто шкіл.
За часів династії працював відомий лікар Ван Шухе.